# Anna-Bianca Krause
Anna-Bianca Krause (* 1955 in Deutschland) ist eine deutsch-italienische Journalistin und Schriftstellerin.

## Leben
Anna-Bianca Krause ist als Tochter eines Italieners aus Rom und einer Deutschen aus Jena in Deutschland geboren worden.
Von der Mitarbeit bei Stadtzeitungen, jahrelangem Artikel- und Reportagenschreiben für Die Zeit, die Frankfurter Allgemeine Zeitung, die taz und andere Zeitungen und Zeitschriften kam sie zum Radio und arbeitete für Radio 100, Radio Brandenburg, Radio Eins, Radio Multikulti, Funkhaus Europa, WDR 5 und den Deutschlandfunk.
Seit 2006 moderiert sie bei Funkhaus Europa die Sendungen Indigo, World Live, La Dolce Vita und Süpermercado sowie jeweils am ersten Samstag des Monats zwischen 1:05 und 6:00 Uhr beim Deutschlandfunk Radionacht – Lied & Chanson.